# Informazione mutua quantistica
Nell'informazione quantistica, l'informazione mutua quantistica, o informazione mutua di von Neumann, è una misura di correlazione tra sottosistemi di stato quantistico. È l'analogo meccanico quantistico dell'informazione mutua di Shannon.

## Motivazione
Per semplicità, si assumerà che tutti gli oggetti nell'articolo abbiano dimensione finita.
La definizione di entropia mutua quantistica è motivata dal caso classico. Per una distribuzione di probabilità di due variabili p(x, y), le due distribuzioni marginali sono
{\displaystyle p(x)=\sum _{y}p(x,y)\;,\;p(y)=\sum _{x}p(x,y).}
L'informazione mutua classica I(X, Y) è definita da
{\displaystyle \;I(X,Y)=S(p(x))+S(p(y))-S(p(x,y))}
dove S(q) denota l'entropia di Shannon della distribuzione di probabilità q.
Si può calcolare direttamente
{\displaystyle \;S(p(x))+S(p(y))}
{\displaystyle \;=\sum _{x}p_{x}\log p(x)+\sum _{y}p_{y}\log p(y)}
{\displaystyle \;=\sum _{x}\;(\sum _{y'}p(x,y')\log \sum _{y'}p(x,y'))+\sum _{y}(\sum _{x'}p(x',y)\log \sum _{x'}p(x',y))}
{\displaystyle \;=\sum _{x,y}p(x,y)(\log \sum _{y'}p(x,y')+\log \sum _{x'}p(x',y))}
{\displaystyle \;=\sum _{x,y}p(x,y)\log p(x)p(y).}
Così l'informazione mutua è
{\displaystyle I(X,Y)=\sum _{x,y}p(x,y)\log {\frac {p(x)p(y)}{p(x,y)}}.}
Ma questa è precisamente l'entropia relativa tra p(x, y) e p(x)p(y). In altre parole, se assumiamo che le due variabili x e y non siano correlate, l'informazione mutua è la discrepanza dell'incertezza che risulta da questa assunzione (probabilmente erronea).
Dalla proprietà dell'entropia relativa consegue che I(X,Y) ≥ 0 e l'uguaglianza vale se e solo se p(x, y) = p(x)p(y).

## Definizione
La controparte meccanica quantistica delle distribuzioni di probabilità classica sono le matrici di densità.
Si consideri un sistema quantistico composito il cui spazio quantistico è il prodotto dei tensori
{\displaystyle H=H_{A}\otimes H_{B}.}
Sia ρAB una matrice di densità che agisce su H. L'entropia di von Neumann di ρ, che è l'analogo meccanico quantistico dell'entropia di Shannon, è data da
{\displaystyle S(\rho ^{AB})=-\operatorname {Tr} \rho ^{AB}\log \rho ^{AB}.}
Per una distribuzione di probabilità p(x,y), le distribuzioni marginali si ottengono integrando le variabili x o y. L'operazione corrispondente per le matrici di densità è la traccia parziale. Così si può assegnare a ρ uno stato sul sottosistema A mediante
{\displaystyle \rho ^{A}=\operatorname {Tr} _{B}\;\rho ^{AB}}
dove TrB è la traccia parziale rispetto al sistema B. Questo è lo stato ridotto di ρAB sul sistema A. L'entropia di von Neumann ridotta di ρAB rispetto al sistema A è
{\displaystyle \;S(\rho ^{A}).}
S(ρB) è definita nello stesso modo.
Nota tecnica: in linguaggio matematico, passare dall'ambiente classico a quello quantistico può essere descritto come segue. L'algebra degli osservabili di un sistema fisico è una C*-algebra e gli stati sono funzionali lineari unitari sull'algebra. I sistemi classici sono descritti dalle C*-algebre commutative, perciò gli stati classici sono misure di probabilità. I sistemi meccanici quantistici hanno algebre osservabili non commutative. Nelle considerazioni concrete, gli stati quantistici sono operatori di densità. Se la misura di probabilità μ è uno stato sul sistema classico composito che consiste di due sottosistemi A e B, proiettiamo μ sul sistema A per ottenere lo stato ridotto. Come affermato sopra, l'analogo quantistico di questo è l'operazione della traccia parziale, che può essere visto come proiezione su una componente di tensori. Fine della nota
Si può vedere ora che la definizione appropriata dell'informazione mutua quantistica dovrebbe essere
{\displaystyle \;I(\rho ^{AB})=S(\rho ^{A})+S(\rho ^{B})-S(\rho ^{AB}).}
L'informazione mutua quantistica può essere interpretata allo stesso modo nel senso classico: si può mostrare che
{\displaystyle I(\rho ^{AB})=S(\rho ^{AB}\|\rho ^{A}\otimes \rho ^{B})}
dove {\displaystyle S(\cdot \|\cdot )} denota l'entropia relativa quantistica.